# Jos Volders
Jozef "Jos" Volders (ur. 30 grudnia 1949 w Kwaadmechelen) – belgijski piłkarz grający na pozycji lewego obrońcy. Był reprezentantem Belgii.

## Kariera klubowa
Swoją karierę piłkarską Volders rozpoczął w juniorach KFC Taxandria Kwaadmechelen. W 1967 roku został zawodnikiem RSC Anderlecht. W sezonie 1967/1968 zadebiutował w jego barwach w pierwszej lidze belgijskiej. Grał w nim do końca sezonu 1973/1974. Wraz z Anderlechtem wywalczył trzy tytuły mistrza Belgii w sezonach 1967/1968, 1971/1972 i 1973/1974 oraz zdobył dwa Puchary Belgii w sezonach 1971/1972 i 1972/1973. W 1970 roku dotarł z Anderlechtem do finału Pucharu Miast Targowych, jednak w finałowych meczach z Arsenalem (3:1, 0:3) nie wystąpił.
W 1974 roku Volders przeszedł do Club Brugge. Występował w nim do końca sezonu 1981/1982 i w tym okresie wywalczył cztery mistrzostwa Belgii w sezonach 1975/1976, 1976/1977, 1977/1978 i 1979/1980 oraz zdobył Puchar Belgii w sezonie 1976/1977. W 1976 roku dotarł z Brugge do finału Pucharu UEFA, w którym belgijski klub przegrał z Liverpoolem. Volders wystąpił w obu finałowych meczach, przegranym 2:3 i zremisowanym 1:1. Z kolei w 1978 roku wystąpił w przegranym 0:1 finałowym meczu Pucharu Mistrzów z Liverpoolem.
W 1982 roku Volders odszedł do drugoligowego KV Mechelen. W sezonie 1982/1983 wygrał z nim rozgrywki drugiej ligi i awansował do pierwszej. W latach 1984–1986 grał w drugoligowym Eendrachcie Aalst, w którym zakończył karierę.
| Sezon   | Klub            | Kraj   | Rozgrywki     | Mecze | Gole |
| ------- | --------------- | ------ | ------------- | ----- | ---- |
| 1967/68 | RSC Anderlecht  | Belgia | Eerste klasse | 10    | 1    |
| 1968/69 | RSC Anderlecht  | Belgia | Eerste klasse | 6     | 0    |
| 1969/70 | RSC Anderlecht  | Belgia | Eerste klasse | 1     | 0    |
| 1970/71 | RSC Anderlecht  | Belgia | Eerste klasse | 1     | 0    |
| 1971/72 | RSC Anderlecht  | Belgia | Eerste klasse | 27    | 1    |
| 1972/73 | RSC Anderlecht  | Belgia | Eerste klasse | 30    | 1    |
| 1973/74 | RSC Anderlecht  | Belgia | Eerste klasse | 29    | 1    |
| 1974/75 | Club Brugge     | Belgia | Eerste klasse | 33    | 0    |
| 1975/76 | Club Brugge     | Belgia | Eerste klasse | 34    | 4    |
| 1976/77 | Club Brugge     | Belgia | Eerste klasse | 23    | 1    |
| 1977/78 | Club Brugge     | Belgia | Eerste klasse | 22    | 1    |
| 1978/79 | Club Brugge     | Belgia | Eerste klasse | 31    | 1    |
| 1979/80 | Club Brugge     | Belgia | Eerste klasse | 16    | 0    |
| 1980/81 | Club Brugge     | Belgia | Eerste klasse | 4     | 0    |
| 1981/82 | Club Brugge     | Belgia | Eerste klasse | 20    | 1    |
| 1982/83 | KV Mechelen     | Belgia | Tweede klasse | ?     | ?    |
| 1983/84 | KV Mechelen     | Belgia | Tweede klasse | 7     | 0    |
| 1984/85 | Eendracht Aalst | Belgia | Tweede klasse | ?     | ?    |
| 1985/86 | Eendracht Aalst | Belgia | Tweede klasse | ?     | ?    |

## Kariera reprezentacyjna
W reprezentacji Belgii Volders zadebiutował 26 marca 1977 w przegranym 0:2 meczu eliminacji do MŚ 1978 z Holandią, rozegranym w Antwerpii. Był to jego jedyny mecz w kadrze narodowej.